# Vinvissen
De vinvissen (Balaenopteridae) vormen de grootste familie van baleinwalvissen. Er zijn elf soorten in drie geslachten, Balaenoptera (echte vinvissen), Eschrichtius (grijze walvis) en Megaptera (bultrug). Enkele van de grootste dieren die ooit hebben geleefd, waaronder de 27 meter lange blauwe vinvis, behoren tot deze groep. De vinvissen komen wereldwijd voor in alle oceanen.

## Kenmerken
Vinvissen zijn gestroomlijnde dieren. Ze danken hun naam aan de kleine maar opvallende rugvin, die ver op de rug geplaatst staat. Van de kin tot de navel lopen huidplooien, die zich uitzetten bij het jagen op plankton. De mond wordt daarbij uitzonderlijk groot. Vrouwtjes zijn iets groter dan mannetjes. Ze verschillen in grootte van de dwergvinvis, die 9 meter lang en 9 ton zwaar kan worden, tot de blauwe vinvis, die 27 meter lang en 150 ton zwaar kan worden. De kop beslaat bij veel soorten ongeveer een kwart van de totale lichaamslengte. Op de top van de kop zit een dubbel spuitgat.

## Voortplanting
De draagtijd duurt tien tot twaalf maanden, waarna één kalf ter wereld komt. Bij de geboorte weegt een jong ongeveer 4 à 5 procent van het lichaamsgewicht van de moeder, en is hij ongeveer een derde lang. Na de geboorte trekken moeder met kalf naar de poolzeeën. Het vetpercentage in de moedermelk is maximaal 46 procent.

## Walvistrek
De meeste soorten vinvissen houden jaarlijkse trektochten van de voortplantingsgronden rond de evenaar in de winter naar de voedselgronden in de poolwateren in de zomer. Deze tochten zijn meestal meer dan 3200 kilometer lang. Meestal zijn het de oudere en zwangere dieren die als eerste wegtrekken.

## Walvisjacht
De vinvissen hebben de afgelopen eeuw zwaar geleden onder de walvisvaart. Op de dwergvinvis wordt nog altijd veel gejaagd. De jacht heeft een bijzondere invloed gehad op de dieren: de dieren zijn veel eerder geslachtsrijp. Zo waren gewone vinvissen voor 1930 pas rond hun tiende jaar geslachtsrijp, tegenwoordig al als ze zes jaar oud zijn. Waarschijnlijk komt dit omdat door het kleinere aantal walvissen er minder voedselconcurrentie en dus meer voedsel te halen is, waardoor de dieren sneller groeien en eerder de lengte bereiken waarop de dieren geslachtsrijp worden.

## Taxonomie
Er zijn elf soorten vinvissen in drie geslachten. In november 2003 werd bekendgemaakt dat er een negende soort was ontdekt, Balaenoptera omurai. Deze soort lijkt op de gewone vinvis, maar is kleiner. Hij leeft voor de kust van Japan. 
- Familie: Balaenopteridae (Vinvissen) (11 soorten)
  - Geslacht: Balaenoptera (9 soorten)
    - Soort: Balaenoptera acutorostrata (Dwergvinvis)
    - Soort: Balaenoptera bonaerensis (Antarctische dwergvinvis)
    - Soort: Balaenoptera borealis (Noordse vinvis)
    - Soort: Balaenoptera brydei (Brydevinvis)
    - Soort: Balaenoptera edeni (Edens vinvis)
    - Soort: Balaenoptera musculus (Blauwe vinvis)
    - Soort: Balaenoptera omurai (Omurawalvis)
    - Soort: Balaenoptera physalus (Gewone vinvis)
    -  Soort: Balaenoptera ricei

  - Geslacht: Eschrichtius (1 soort)
    -  Soort: Eschrichtius robustus (Grijze walvis)

  -  Geslacht: Megaptera (1 soort)
    -  Soort: Megaptera novaeangliae (Bultrug)